# Jahcoustix

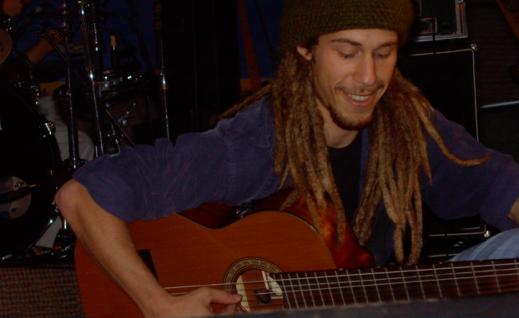
Jahcoustix beim Reggae Jam

Jahcoustix (eigentlich Dominik Haas; * 4. Oktober 1978 in Bonn) ist ein deutscher Reggae-Musiker.

## Leben
Als Sohn eines deutschen Diplomaten lebte er in Mexiko, Liberia, Bonn, New York, Kenia und Ägypten, wo er 1998 das Abitur ablegte. Im Anschluss daran zog er nach München und absolvierte bei Bertelsmann Music Group (BMG) eine dreijährige Ausbildung zum audiovisuellen Musikkaufmann. Nach einjähriger beruflicher Tätigkeit bei BMG beschloss Dominik Haas, sich ausschließlich der Musik zu widmen und spielte zunächst mit Freunden eine Mischung aus Reggae und Jazz.
Nach Auflösung des Projektes stieg er zunächst bei den Bands Headcornerstone und Dubious Neighbourhood als Backgroundsänger ein. Seit 2001 ist er der Sänger von Dubious Neighbourhood und spielt seine eigenen Songs mit dieser Band. In den Jahren 2003/2004 war Jahcoustix mit Mellow Mark und Patrice auf Tour und veröffentlichte 2003 sein erstes Soloalbum Colourblind.
Im März 2009 löste sich Jahcoustixs Band Dubious Neighbourhood auf. Jahcoustix hat in den 2010er Jahren eine Umsiedlung von München nach Berlin vollzogen, Auftritte im In- und Ausland absolviert und etliche CD veröffentlicht.

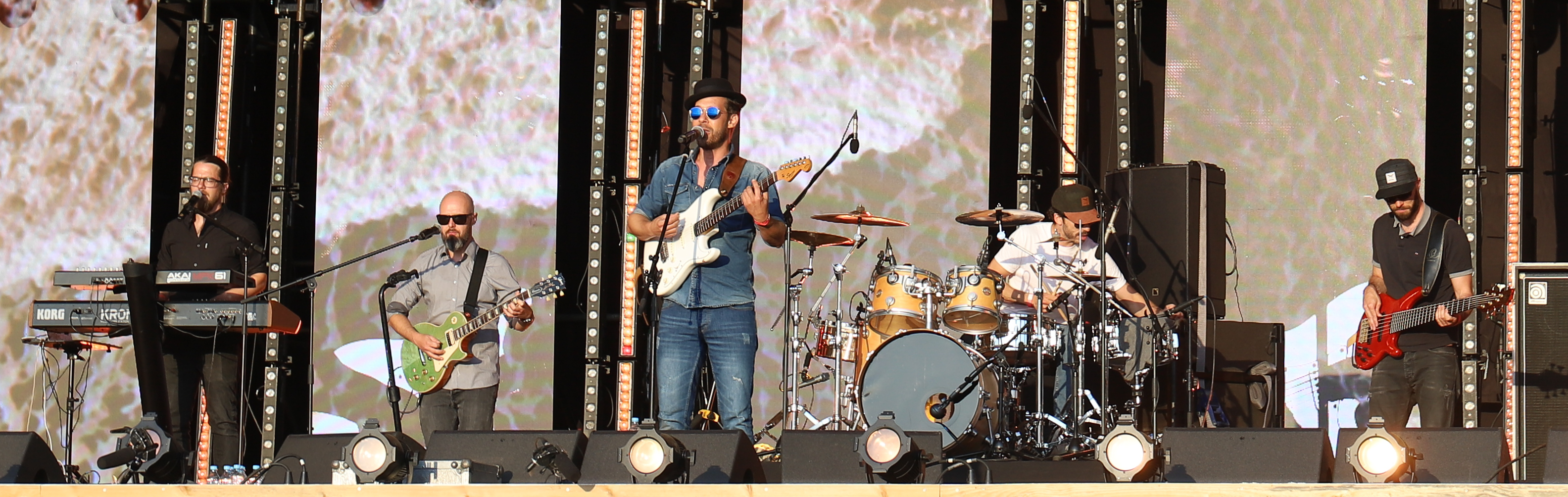
Jahcoustix auf dem Pol’and’Rock Festival 2021

Bei folgenden Künstlern traten er oder seine Bands als Vorgruppe auf: UB40, Israel Vibration, Toots & the Maytals, Gregory Isaacs, Culture, U-Roy, Macka B, Capleton, India.Arie, Gentleman, Söhne Mannheims, Patrice, Mellow Mark, Abyssinians, Martin Jondo, Jamaram

## Diskografie

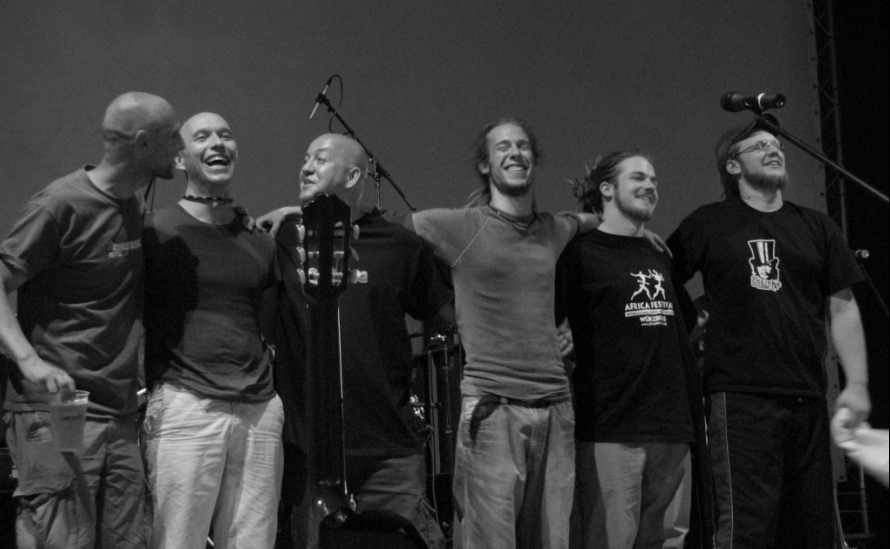
Jahcoustix mit der Dubios Neighbourhood

### Mit Dubios Neighbourhood
- Souljahstice (2003)
- Grounded (2006)

### Soloalben
- Colourblind (2004), Virgin Records
- Seriously Positive (2016), Irievibrations Records

### Mit The Outsideplayers
- Jahcoustix & The Outsideplayers (2008)

### Mit Yard Vibes Crew
- Crossroads (2010)
- Frequency (2013)
- Frequency Acoustic (2014)

### Mit Ephraim Juda
- It's Over Now erschienen auf dem Album Coming Home, veröffentlicht von Urban Tree Music

### Singles
- Uprise & Shine (2003)
- Searching For The Truth (2004)
- True To Yourself (2011)
- World Citizen feat. Shaggy (2012)
- Another Day (2012)
- Too Brutal (2016)
- Wisdom Keepers with Stephen Keise  (2017)